# Thelydesmus dispar
Thelydesmus dispar är en mångfotingart som beskrevs av Cook 1896. Thelydesmus dispar ingår i släktet Thelydesmus och familjen Cryptodesmidae. Inga underarter finns listade i Catalogue of Life.